# Тайяр Мехмед-паша
Тайяр Мехмед-паша (? — 24 декабря 1638) — крупный турецкий военный и государственный деятель, 84-й великий визирь Османской империи (27 августа — 24 декабря 1638).

## Биография
Родился в турецкой семье в анатолийском городе Ладик в провинции Сивас. Его отец Мехмед-паша служил камергером при великом визире Насух-паше (1611—1614), затем был бейлербеем Багдада и визирем, погиб во время осады Багдада в 1638 году.
Тайяр Мехмед-паша участвовал в военной кампании против Речи Посполитой (1620), в 1621 году получил звание визиря и был назначен губернатором Алеппо, затем стал санджакбеем Сиваса.
После смерти султана Османа II Мехмед-паша присоединился к восставшему военачальнику Абаза-паши, но во время сражения под Кайсери в 1624 году перешел на сторону правительственных сил. В 1630 году он получил должность губернатора Диярбакыра, в 1631 году стал бейлербеем Анатолии. В 1632 году Тятоглу Мехмед-паша был вторично назначен бейлербеем Диярбакыра.
Во время военной кампании султана Мурада IV против Ирана задачей Мехмед-паши была охрана Мосула. В августе 1638 года, когда великий визирь Байрам-паша скончался во время похода на Багдад, султан назначил Тятоглу Мехмед-пашу новым великим визирем Османской империи.
Осада турецкой армией Багдада длилась более 40 дней. Нетерпеливый султан стал торопить великого визиря, который осторожно руководил осадой, чтобы минимизировать потери. После выговора Тятоглу Мехмед-паша решил предпринять общий штурм Багдада и принял личное участие в приступе 24 декабря 1638 года. Хотя приступ был успешным, великий визирь Тятоглу Мехмед-паша был убит в ходе боевых действий.